# پلاکانیکا
پلاکانیکا (به ایتالیایی: Placanica) یک کومونه در ایتالیا است که در استان رجو کالابریا واقع شده‌است. پلاکانیکا ۲۹٫۳ کیلومتر مربع مساحت و ۱٬۳۰۸ نفر جمعیت دارد.